# Erich Eichelberg
Erich Eichelberg (* 19. August 1912 in Göttingen; † 1. August 1989 in Celle) war ein deutscher Verwaltungsjurist und Kommunalbeamter. Von 1962 bis 1977 war er Oberstadtdirektor in Celle.

## Leben
Eichelberg besuchte das nachmalige Grotefend-Gymnasium Münden. Sein Vater, ein Professor für Psychiatrie, besaß in Hedemünden ein Sanatorium. Nach dem Abitur (1930) studierte Erich Eichelberg an der Philipps-Universität Marburg Rechtswissenschaft. 1931 wurde er im Corps Hasso-Nassovia recipiert. Als Inaktiver wechselte er für ein Semester an die Ludwig-Maximilians-Universität München und dann an die Georg-August-Universität Göttingen. Juli 1933 trat er der SA bei, November 1934 schied er wieder aus. Im Februar 1934 bestand er am Oberlandesgericht Celle das Referendarexamen. Den Vorbereitungsdienst begann er in Uslar und Göttingen. Die Amtsgerichtsstation war Insterburg, wo sein Großvater mütterlicherseits Landgerichtspräsident gewesen war. Eichelbergs Ausbildungsrichter war Horst Uffhausen, der in ihm ein „juristisches Naturtalent“ sah und ihm für seine Erkundungen Ostpreußens auf dem Motorrad viel Zeit ließ. Die letzten anderthalb Jahre verbrachte er in Celle, u. a. beim Erbhofgericht. Zum 1. Mai 1937 trat er der NSDAP bei (Mitgliedsnummer 4.785.598). Im Juli 1938 bestand er am Kammergericht die Assessorprüfung.

### Preußen und Niederlande
Preußischer Landrat konnte er in der Zeit des Nationalsozialismus nicht werden; aber die Neigung zur Verwaltung war geblieben. Als Regierungsassessor kam er nach Marienwerder, Celles Patenstadt in Westpreußen. Als Regierungsrat war er in Detmold, Hannover, Elbing und beim Landratsamt Norden. In Norden heiratete er 1939 Marianne Draht aus Freienwalde; er hatte sie in Celle kennengelernt. Aus der Ehe gingen ein Sohn und zwei Töchter hervor. Vor dem Überfall auf Polen meldete er sich als Freiwilliger zum Heer (Wehrmacht). Bei einer Panzerübung zog er sich eine Knieverletzung zu, die ihn felduntauglich machte und von Jahr zu Jahr mehr beschwerte.
Von Norden kam er noch nach Leer (Ostfriesland), Borkum, Kattowitz und Lüneburg. Er wurde als kommissarischer Bürgermeister in Rybnik im Oberschlesischen Industriegebiet berufen, nahm das Amt aber nicht wahr; denn er war 1942 nach Den Haag zur Zivilverwaltung der Niederlande unter deutscher Besatzung abgestellt worden. Von seinen drei Brüdern fielen zwei im Zweiten Weltkrieg. Bei Kriegsende kam er in niederländische Internierung. 1947 entlassen, konnte er zu seiner Familie zurückkehren. Sie hatte in Hedemünden (wohl im ehemaligen Sanatorium des Vaters) Zuflucht gefunden und den kleinen Sohn durch einen Unfall verloren. Nach Besserung seines Gesundheitszustandes war er in der Nachkriegszeit in Deutschland als freier Verwaltungsfachanwalt in Hedemünden tätig. 1953 wurde er in den Verwaltungsdienst von Niedersachsen übernommen, zunächst im Innenministerium, dann ab 1954 bei der Regierung in Lüneburg. Als Abteilungsleiter gelang es ihm in kurzer Zeit, Ordnung in die rückständigen Aktenberge bringen. 1955 bewog das den Regierungspräsidenten (Erich Krause), Eichelberg mit Nachdruck als Stadtdirektor von Celle zu empfehlen.

### Celle
Eichelberg bekam den Posten. Die Amtseinführung erfolgte am 6. September 1955 durch Oberbürgermeister Wilhelm Heinichen. Zum Oberstadtdirektor wurde Eichelberg am 28. Juni 1962 gewählt, mit 21 von 34 Stimmen für zunächst sechs Jahre. Er linderte den Mangel an Bauland, indem er die Eingemeindung von Vorwerk und Boye durchsetzte und die Stadtgrenze in Richtung Altencelle verschob. Mit dem Stadtrat betrieb er die Ansiedlung von Telefunken und Wasa, was sich auf die Steuereinnahmen und den Arbeitsmarkt segensreich auswirkte. Im Vorstand der Städtischen Wohnungsfürsorge und der Volkshilfe Celle erwarb er sich beträchtliche Verdienste um den Wohnungsbau. Er war Verwaltungsratsvorsitzender der Stadtsparkasse Celle, Aufsichtsratsvorsitzender der Straßenbahn Celle, Vorsitzender des Kreisverbands Celle Stadt vom Deutschen Roten Kreuz, Vorsitzender des Schulverbandes des Niedersächsischen Städtetags und aktiver Förderer des Fremdenverkehrs. Fast einstimmig beschloss der Stadtrat 1967 die Verlängerung seiner Amtszeit bis 1980. Dabei ging man vom Ende der Dienstzeit im Jahre 1977 aus. Die Cellesche Zeitung sah darin eine zweckmäßige Entscheidung im Hinblick auf die Gebietsreform in Niedersachsen, die das Stadtgebiet nochmals beträchtlich erweiterte. Im Ruhestand war Eichelberg noch mehrere Jahre Geschäftsführer der Celler Straßenbahn. Von frühzeitiger Alterung bedrückt und zum Pflegefall geworden, starb er kurz vor seinem 77. Geburtstag.

## Ehrungen
- Erich-Eichelberg-Straße in Celle